# Fyrnask
Fyrnask ist eine deutsche Post-Black-Metal-Band. Aufgrund weiterer Einflüsse aus dem Ritual Industrial bezeichnet die Gruppe ihre Musik auch als „Ritualistic Black Metal“.

## Geschichte
Gegründet wurde Fyrnask als Soloprojekt des Bonner Multiinstrumentalisten und Sängers Fyrnd (einer der beiden Musiker der Neofolk-Gruppe Nebelung) als solches verblieb es bis 2014 aktiv. 2010 erschien das Debütalbum Fjǫrvar ok Benjar in Eigenvertrieb. Über das schwedische Musiklabel Temple of Torturous erschienen die Folgealben Bluostar (2011) und Eldir Nótt (2013). Als vollwertige Band formierte sich Fyrnask im Lauf des Jahres 2014 mit den Gitarristen Blutaar (Drautran, Árstíðir Lífsins) und Exord, dem Bassisten Johannes Schmid und Svipr am Keyboard, sowie Blizzard am Schlagzeug. In dieser Besetzung wurde das vierte Album Fórn 2016 realisiert, welches über Ván Records veröffentlicht wurde. Am 30. April 2021 erschien das fünfte Studioalbum VII – Kenoma..

## Diskografie

### Studioalben
- 2010: Fjǫrvar Ok Benjar (CD; Eigenvertrieb)
- 2011: Bluostar (CD/FLAC; Temple of Torturous)
- 2013: Eldir Nótt (CD/2xLP/FLAC; Temple of Torturous)
- 2016: Fórn (CD/CD+LP+7"/LP+7"; Ván Records)
- 2021: VII – Kenoma (2xLP; Ván Records)

### Konzertalben
- 2018: Live in Oslo (MC; Ván Records) Limitiert auf 100 Exemplare.

### Beiträge auf Kompilationen
- 2014: Saltrian auf Ritual Vol. 1 (The Death Of A Modernist)
- 2017: Blòtan auf Vendetta Fest 2017 Compilation (Vendetta Records)
- 2017: Jarðeldr auf Acherontic Arts Festival II (Ván Records)
- 2018: Vitran auf Samhain Celebration - Tape Compilation MMXVIII (Heimatmusik)